# سیارک ۱۹۶۲۵
سیارک ۱۹۶۲۵ (به انگلیسی: 19625 Ovaitt، نامگذاری:1999RT11) نوزده هزار و ششصد و بیست و پنجمین سیارک کشف شده‌است که در ۷ سپتامبر ۱۹۹۹ کشف شد.
قدر مطلق سیارک برابر ۲۰.۴ است.